# Lottia mesoleuca
Lottia mesoleuca is een slakkensoort uit de familie van de Lottiidae. De wetenschappelijke naam van de soort is voor het eerst geldig gepubliceerd in 1851 door Menke.